# Marianne Bastid-Bruguière
Pour les articles homonymes, voir Bastid et Bruguière.
Marianne Bastid-Bruguière, née le 13 novembre 1940 à Paris, est une historienne française.
Sinologue, directrice de recherche au CNRS. Elle est présidente de l'Académie des sciences morales et politiques (2012) après y être avoir été élue en tant que membre en 2001.

## Biographie
Marianne Bastid est la deuxième fille de Paul Bastid, juriste et homme politique, et de Suzanne Basdevant, agrégée de droit et universitaire, descendante d'une famille protestante. Son intérêt pour la Chine nait pendant son enfance lorsqu'un élève chinois de sa mère, spécialiste de droit international, fait une thèse concernant la guerre de Corée et lui fait découvrir sa civilisation.
Ancienne élève de l'École normale supérieure de Sèvres (1960L), agrégée d'histoire et géographie[réf. souhaitée], elle fut ensuite élève à l'École nationale des langues orientales vivantes. 
Elle enseigne ensuite à l'université de Pékin en 1964 et 1965, avant d'être nommée en 1966 au Centre national de la recherche scientifique. 
Elle soutient en 1968 une thèse intitulée Aspects de la réforme de l'enseignement en Chine au début du XXe siècle : d'après des écrits de Zhang Jian, publiée en 1971. Elle est nommée directrice de recherche au CNRS en 1981, et elle effectue l'ensemble de sa carrière dans cet organisme. Elle enseigne également à l'Institut d'études politiques de Strasbourg, à l'université Paris VII et à l'École des hautes études en sciences sociales. Elle est directrice adjointe de l'École normale supérieure de 1988 à 1993.
Elle est élue le 12 novembre 2001 à l'Académie des sciences morales et politiques au fauteuil de René Pomeau. Elle préside l'Académie en 2012.

## Publications
- Aspects de la réforme de l’enseignement en Chine : d'après les écrits de Zhang Jian, Paris, La Haye, Mouton, cop. 1971.
- L’Éducation en Chine : tradition et révolution, Genève, Centre de documentation et de recherche sur l'Asie, 1973
- L'Évolution de la société chinoise à la fin de la dynastie des Qing : 1873-1911, Paris, École des hautes études en sciences sociales, 1979
- Réforme politique en Chine, Paris, La Documentation française, 1988
- L'insécurité routière : les accidents de la route sont-ils une fatalité ?, Paris, PUF, 2003
- Histoire et archives, Paris, Société des Amis des Archives de France, 2005
- Une autre émergence ?: Puissance technique et ressorts culturels en Inde et en Chine [sous la direction], Paris, Hermann, 2014.

## Distinctions
- Grand-croix de la Légion d'honneur[8] ;
- Commandeur de l'ordre national du Mérite[9]
- Médaille taïwanaise de la Culture (3 février 2020)[10] ;
- Docteure honoris causa de l'Académie des sciences de Russie, de l'université d'Aberdeen et de l'Institut d'histoire moderne de l'Académie des sciences sociales de Chine ;
- Membre d'honneur de l'Institut d'histoire moderne de l'Académie des sciences sociales de Chine ;
- Membre de la Société asiatique.